# Rudi Altig
Rudi Altig (Mannheim, 18 de março de 1937–Remagen, 11 de junho de 2016) foi um desportista alemão que competiu para a RFA no ciclismo nas modalidades de estrada e pista. Foi profissional entre os anos 1960 e 1971, e entre seus maiores sucessos está ser o vencedor da classificação geral da Volta a Espanha de 1962 e ser campeão do mundo em estrada no ano 1966 e três vezes campeão do mundo em pista.
Obteve triunfos de etapa na cada uma das três Grandes Voltas e levou o maillot amarelo do Tour de France durante 19 dias. Ganhou duas medalhas no Campeonato Mundial de Ciclismo em Estrada, ouro em 1966 e prata em 1965.
Em pista foi especialista na prova de perseguição individual e obteve três medalhas de ouro no Campeonato Mundial de Ciclismo em Pista entre os anos 1959 e 1961. Também foi vencedor em múltiplos corridas de seis dias.
Após retirar-se, trabalhou como director desportivo, seleccionador da Alemanha durante cinco anos e foi também comentarista de televisão. Faleceu a 11 de junho de 2016 na localidade de Remagen aos 79 anos, vítima de um cancro.

## Medalheiro internacional

### Ciclismo em estrada
| Campeonato Mundial | Campeonato Mundial                | Campeonato Mundial | Campeonato Mundial |
| Ano                | Lugar                             | Medalha            | Competição         |
| ------------------ | --------------------------------- | ------------------ | ------------------ |
| 1965               | Lasarte ()                        | Medalha de prata   | Estrada            |
| 1966               | Nürburgring ( Alemanha Ocidental) | Medalha de ouro    | Estrada            |

### Ciclismo em pista
| Campeonato Mundial | Campeonato Mundial           | Campeonato Mundial | Campeonato Mundial         |
| Ano                | Lugar                        | Medalha            | Competição                 |
| ------------------ | ---------------------------- | ------------------ | -------------------------- |
| 1959               | Amesterdão ( Países Baixos)  | Medalha de ouro    | Perseguição individual (A) |
| 1960               | Leipzig ( Alemanha Oriental) | Medalha de ouro    | Perseguição individual (P) |
| 1961               | Zurique ( Suíça )            | Medalha de ouro    | Perseguição individual (P) |

## Palmarés

### Estrada
| - 1960 - 1 etapa da Volta à Alemanha - 1962 - Volta a Espanha, mais 3 etapas e classificação por pontos - 3 etapas do Tour de France, mais classificação por pontos - 1 etapa da Paris-Nice - 2 etapas da Volta à Alemanha - Troféu Baracchi - Critérium de As - Grande Prêmio de Cannes - 2.º no Campeonato da Alemanha em Estrada - 1963 - 2 etapas da Paris-Nice - Paris-Luxemburgo, mais 1 etapa - Genova-Nice - 1964 - Campeonato da Alemanha em Estrada - Volta à Flandres - Volta à Andaluzia, mais 2 etapas - 1 etapa da Paris-Nice - 1 etapa da Volta à Bélgica - 1 etapa do Tour de France - 1965 - 1 etapa da Volta a Espanha - 3 etapas da Paris-Nice - 2.º no Campeonato Mundial em Estrada | - 1966 - Campeonato Mundial em Estrada - 3 etapas do Tour de France e Premeio da Combatividad - 2 etapas do Giro d'Italia - 1 etapa da Paris-Nice - Giro do Piamonte - Giro de Toscana - 1967 - Milão-Vignola - 2 etapas do Giro d'Italia - 1968 - Milão-Sanremo - 2 etapas da Volta a Espanha - 1 etapa da Tirreno-Adriático - 1969 - 1 etapa do Tour de France - Grande Prêmio de Lugano - 1970 - Campeonato da Alemanha em Estrada - 2.º no Campeonato da Alemanha de montanha - 1 etapa da Paris-Nice - 1 etapa da Volta à Suíça - 1 etapa da Paris-Luxemburgo - Grande Prêmio de Frankfurt - Sassari-Cagliari |

### Pista
| - 1960 Campeão do Mundo de perseguição Campeão da Alemanha em Perseguição - 1961 Campeão do Mundo de perseguição Campeão da Alemanha em corrida americana (com Hans Junkermann) Campeão da Alemanha em Perseguição - 1962 Campeão da Alemanha de velocidade Campeão da Alemanha em corrida americana (com Hans Junkermann) 1.º nos Seis dias de Berlim (com Hans Junkermann) 1.º nos Seis dias de Münster (com Hans Junkermann) - 1963 Campeão da Europa de Òmnium masculino Campeão da Alemanha em corrida americana (com Hans Junkermann) 1.º nos Seis dias de Essen (com Hans Junkermann) - 1964 Campeão da Alemanha em corrida americana (com Hans Junkermann) 1.º nos Seis dias de Dortmund (com Fritz Pfenninger) 1.º nos Seis dias de Frankfurt (com Hans Junkermann) 1.º nos Seis dias de Essen (com Hans Junkermann) - 1965 Campeão da Europa de Madison (com Hans Junkermann) Campeão da Alemanha em corrida americana (com Hans Junkermann) 1.º nos Seis dias de Colónia (com Sigi Renz) 1.º nos Seis dias de Berlim (com Dieter Kemper) 1.º nos Seis dias de Frankfurt (com Dieter Kemper) | - 1966 Campeão da Europa em omnium 3.º no Campeonato Europeu de madison masculina 1.º nos Seis dias de Colónia (com Dieter Kemper) 1.º nos Seis dias de Dortmund (com Sigi Renz) 1.º nos Seis dias de Berlim (com Sigi Renz) 1.º nos Seis dias de Bremen (com Dieter Kemper) 1.º nos Seis dias de Zurique (com Sigi Renz) - 1968 1.º nos Seis dias de Frankfurt (com Patrick Sercu) 1.º nos Seis dias de Colónia (com Sigi Renz) 1.º nos Seis dias de Dortmund (com Patrick Sercu) 1.º nos Seis dias de Bremen (com Sigi Renz) 1.º nos Seis dias de Münster (com Klaus Bugdahl) - 1969 1.º nos Seis dias de Gante (com Sigi Renz) - 1970 1.º nos Seis dias de Dortmund (com Albert Fritz) - 1971 1.º nos Seis dias de Bremen (com Albert Fritz) 1.º nos Seis dias de Colónia (com Albert Fritz) |

## Resultados em Grandes Voltas e Campeonato do Mundo
| Corrida            | 1959 | 1960 | 1961 | 1962 | 1963 | 1964 | 1965 | 1966 | 1967 | 1968 | 1969 | 1970 |
| ------------------ | ---- | ---- | ---- | ---- | ---- | ---- | ---- | ---- | ---- | ---- | ---- | ---- |
| Giro d'Italia      | -    | -    | -    | -    | -    | -    | -    | 13.º | Ab.  | Ab.  | 9.º  | 45.º |
| Tour de France     | -    | -    | -    | 31.º | -    | 15.º | -    | 12.º | -    | -    | Ab.  | -    |
| Volta a Espanha    | -    | -    | -    | 1.º  | -    | -    | Ab.  | -    | -    | 18.º | -    | -    |
| Mundial em Estrada | -    | -    | -    | Ab.  | Ab.  | 18.º | 2.º  | 1.º  | 14.º | 12.º | 41.º | 15.º |